# Meddi Müller

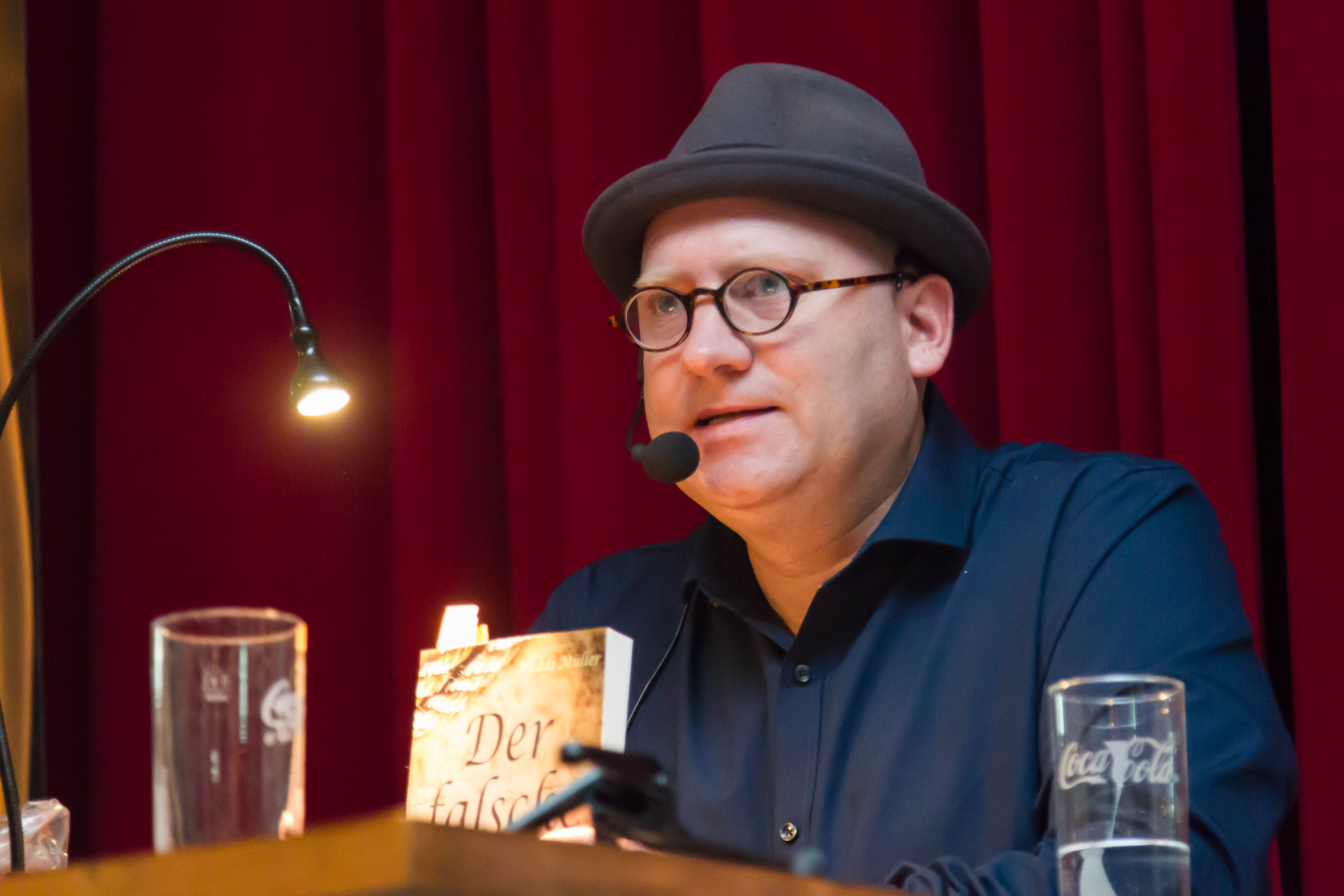

Mathias „Meddi“ Müller (geb. 27. Februar 1970 in Frankfurt am Main) ist Feuerwehrmann, Schriftsteller, Verleger und Radiomoderator.
Neben seinen bisher neun veröffentlichten Romanen ist er Autor zahlreicher Kurzgeschichten. Im von ihm 2015 gegründeten CharlesVerlag, der mittlerweile zur Bedey media GmbH gehört, erscheinen neben seinen eigenen Büchern auch Romane von anderen Autorinnen und Autoren. In seinem Verlag arbeitet er mit Autoren und Persönlichkeiten zusammen wie z. B. Daniel Holbe, Badesalz, Tim Frühling, Holger Weinert, Sibylle Nicolai u. v. m., die in dem Buch Ein Viertelstündchen Frankfurt  zu finden sind.
Er war Gründungsmitglied des mittlerweile aufgelösten Autorenvereins ARS – Autoren RheinMain Szene e.V., welcher zwischenzeitlich der größte Autorenzusammenschluss im Rhein-Main Gebiet war. Außerdem hat Müller seit Mai 2016 eine eigene Radioshow zuletzt auf Radio Rüsselsheim mit dem Titel Meddis Nähkästchen. Seit November 2020 moderiert er eine weitere Radioshow auf Radio Rüsselsheim mit dem Titel Kulturreportage. In dieser Sendung stellt er unbekannte Künstler und verborgene Kunst- und Kultureinrichtungen vor. Seit Mai 2020 konzentriert er sich neben seiner Autorentätigkeit auf seine Podcasts. Alle Radioshows stehen auch als Podcasts zur Verfügung.
Meddi Müller ist Mitinitiator des Projektes „Der Nächste, bitte!“, ein literarisches Experiment bei dem jeweils 15 Autoren eine Fortsetzungsgeschichte schreiben. Diese Geschichte muss innerhalb 24 Stunden vom bzw. von der nachfolgenden Autorin fortgesetzt und öffentlich vorgetragen werden. Dazu kommen Stichworte des vorherigen Autors, die in der nachfolgenden Episode verarbeitet werden müssen. Neben Meddi Müller beteiligen sich an diesem Projekt u. a. Susanne Reichert (Initiatorin des Projekts), Andreas Heinzel (Mitorganisator), Henni Nachtsheim, Tim Frühling, Dietrich Faber, Daniel Holbe, Ivonne Keller, Uli Aechtner, Andrea Habeney, Thorsten Fiedler, Heidi Gebhardt, Tanja Bruske, Franziska Franz, Sonja Rudorf, Leila Emami, Barbara Bisicky-Ehrlich.
Müller hat in seinem Buch „Und Ihr denkt es ist alles in Ordnung?“ sein Leben als Feuerwehrmann bei der Berufsfeuerwehr Frankfurt verarbeitet. In diesem Buch nimmt er den Leser und die Leserin mit in seinen Arbeitsalltag als Berufsfeuerwehrmann, lässt sie Einsätze hautnah erleben und räumt mit dem ein oder anderen Mythos aus dem Rettungsdienst auf.
Mit dem Buch "Der Weg nach Sevilla" hat Müller eine neue Roman-Serie rund um die drei Eintracht-Frankfurt-Fans Siggi, Gerry und Erwin gestartet. Die Serie ist humoristisch angesetzt und hat im Mainbook Verlag des Frankfurter Verlegers und Autors Gerd Fischer eine Heimat gefunden.

## Werke
- Der Gewürzhändler zu Frankfurt. Röschen Verlag, 2008, ISBN 978-3-9809915-9-9.
- Der Türmer. Röschen Verlag, 2009, ISBN 978-3-940908-04-9.
- Glanzgold. CharlesVerlag, 2010/2015, ISBN 978-3-940387-74-5.
- Unter Verdacht. M. Naumann Verlag, 2013, ISBN 978-3-943206-18-0.
- Im Schatten der Schwester. CharlesVerlag, 2014, ISBN 978-3-940387-70-7.
- Frankfurt muss brennen. CharlesVerlag, 2015, ISBN 978-3-940387-75-2.
- Der falsche Fürst. CharlesVerlag, 2016, ISBN 978-3-940387-78-3.
- Die Erben des Türmers – Mord in Berkersheim. CharlesVerlag, 2018, ISBN 978-3-940387-87-5.
- Schweinebande, edition krimi, 2020, ISBN 978-3-946734-65-9
- Fahrgemeinschaft, edition krimi, 2021, ISBN 978-3-946734-83-3
- Reiterhof, edition krimi, 2022, ISBN  978-3-948972-44-8
- Und Ihr denkt, es ist alles in Ordnung?, CharlesVerlag 2023, ISBN 978-3-948486-84-6
- Der Weg nach Sevilla, Mainbook Verlag 2025, ISBN 978-3-911008-34-1

## Als Herausgeber
- Ein Viertelstündchen Frankfurt. ISBN 978-3-940387-83-7. Charles Verlag
- Ein Viertelstündchen Frankfurt. Band 2, ISBN 978-3-940387-58-5. Charles Verlag
- Ein Viertelstündchen Frankfurt. Band 3, ISBN 978-3-948486-00-6. Charles Verlag

## Podcasts
- Meddi speckt ab - Der Podcast für Fettsäcke, die keine mehr sein wollen (Podimo)
- Auf ein Tässchen (Podimo)
- Der Nächste, bitte! - Der Podcast
- Ein Viertelstündchen Frankfurt - Der Podcast
- Meddis Nähkästchen - Der Podcast
- Kulturreportage - Der Podcast
- Im Podcastsumpf
- Die Verlags-WG
- Und Ihr denkt, es ist alles in Ordnung